# Uloborus albescens
Uloborus albescens là một loài nhện trong họ Uloboridae.
Loài này thuộc chi Uloborus. Uloborus albescens được Octavius Pickard-Cambridge miêu tả năm 1885.